# 新波士頓 (新罕布什爾州普查規定居民點)
新波士頓（英語：New Boston）是位於美國新罕布什爾州希爾斯波羅縣的普查規定居民點。

## 人口
根據2020年美國人口普查的數據，新波士頓的面積為1.38平方千米，當中陸地面積為1.34平方千米，而水域面積為0.04平方千米。當地共有人口326人，而人口密度為每平方千米236.23人。